# Schëppe Siwen

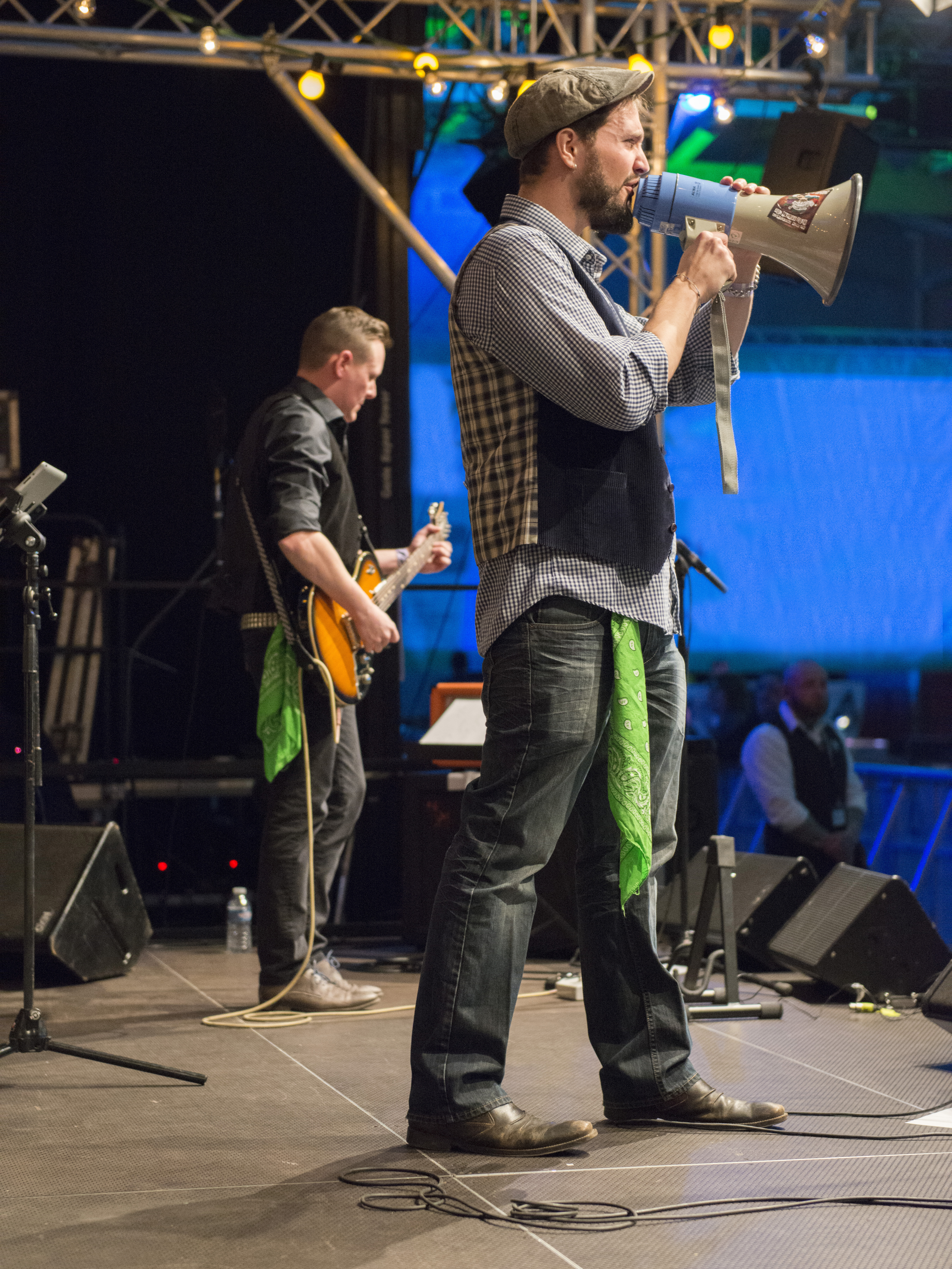
Zeltik 2016 in Düdelingen

Schëppe Siwen ist eine luxemburgische Musikgruppe, die Folk-Punk in Luxemburgischer Sprache spielt.

## Geschichte
Die Gruppe wurde im Dezember 2009 von den drei Musikern Jojo, Lio und Chris gegründet. Ziel war es den Geburtstag des Schlagzeugers am 17. März 2010 während des St. Patrick’s Day in der Kultbar Vis-à-vis mit einem Konzert zu feiern. Dieses Konzept wurde aufrechterhalten und seither spielt die Band jährlich ihr traditionelles Konzert an St. Patrick’s Day in dieser Bar. Im darauffolgenden Jahr vergrößerte sich die Band um zwei Mitglieder, Michel Lauff am Bass und Isabelle Chaussy am Akkordeon.
Im November 2012 veröffentlichten sie ihr erstes Studio-Album Schëppe Siwen und stellten die CD Ende des Jahres im hauptstädtischen Club Exit07 mit den französischen Bands R.I.C. (Roots Intention Crew) und La Fanfare en Pétard vor. Weiterhin unterstützten sie im gleichen Jahr die Spendenaktion 'Télévie', und kooperierten auch in den darauffolgenden Jahren immer wieder mit dieser gemeinnützigen Organisation.
2013 trat die Gruppe für die Initiative gegen die Unterdrückung der Frauen ein und spielte ein Konzert im Pfaffenthal (im bekannten Blues und Jazz Konzerthaus 'Sang & Klang') nach der Vorführung des Theaterstücks The Vagina Monologues. Das Konzert wurde in einem speziell dafür angefertigten T-Shirt gespielt mit dem Aufdruck 'I love my Vagina' (für Frauen) und 'We love her Vagina' (für Männer).
Ein Konzert im Rahmen des Brennerei-Tages 'Walk, Taste, Enjoy 2013' an der Mosel brachte die Band mit der seit 1862 existierenden Brennerei Diedenacker zusammen. Gemeinsam fertigten sie daraufhin die 'Drëppe Siwen' an, ein süßlicher Likör aus Tannenbaumnadeln.
2014 wuchs die Gruppe dann auf 7 Mitglieder an. Im Rahmen der Eishockey-Weltmeisterschaft Div. III in Luxemburg, veröffentlichte die Band ihr bisher einziges englischsprachige Lied mit dem Titel Fight, das sie während der Eröffnungszeremonie auf dem Eisfeld vorstellten.
Im gleichen Jahr spielten sie u. a. mit den Red Hot Chilli Pipers, The Luxembourg Pipe Band und Cara auf dem Zeltik Festival in Düdelingen. Ende des folgenden Jahres waren sie gemeinsam mit der deutschen Kultband 'City', Serge Tonnar & Legotrip sowie dem Rapper Tommek auf der Bühne in Beaufort zu sehen. Ihre Konzerte auf dem Jahrmarkt 'Schueberfouer' bleiben vielen in guter Erinnerung, auch wenn bei ihrem letzten Konzert dort die massive Bühne zusammenbrach.
Im Januar 2016 veröffentlichten sie dann ihr zweites Studioalbum Sprëtztour mit einem kleinen Festival bei dem 7 unterschiedliche Bands und mehr als 40 Musiker im Kultclub Melusina auftraten. Das zweite Album wurde in den Linster Studios in Frisange aufgenommen und bei Skywalk gemastert. Im gleichen Jahr teilten sie sich die Bühne mit den international gefeierten Musikern Carlos Núñez, Bodh'aktan, Beoga und The Levellers. 
Des Weiteren spielte die Band Mitte 2016 auf Anfrage des Luxemburgischen Kulturministeriums hin drei Konzerte in den Vereinigten Staaten.

## Stil

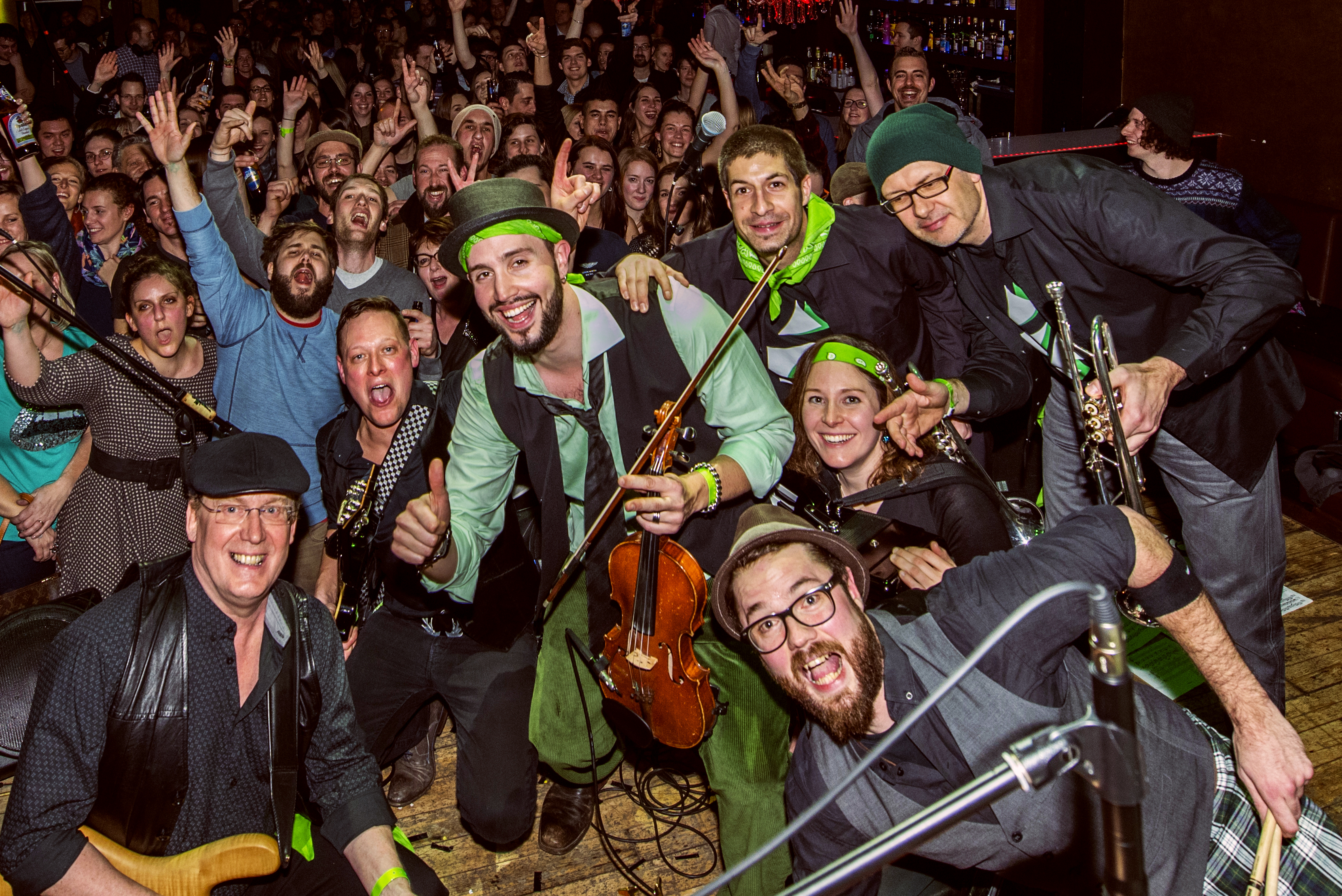
Schëppe Siwen in der aktuellen Bandbesetzung

Ihre Musik kann man in den Bereich des Folkrocks eingliedern, wobei die meisten Lieder Elemente aus verschiedenen Musikrichtungen beinhalten. So kann man z. B. Punk Elemente wiederfinden, Ska-Rhythmen, Balkan Jazz, Walzer sowie auch folkloristische Klänge, die durch den Einsatz der Trompeten noch unterstrichen werden.
Die Texte basieren unter anderem auf der eigenen Interpretation von literarischen Werken (Nana oder Steppewollef), auf Geschichten aus dem alltäglichen Leben (Fraleit, Party an der Staat, Zatz) und thematisieren in einer sozialkritischen Art und Weise gesellschaftliche Probleme (De fräie Fall, Skrupellos, Mäin Lëtzebuerg). Ihre Musik ist durch ein schnelles Tempo sowie unkomplizierte Melodien geprägt. Die Texte und Melodien sind Eigenproduktionen und alle Lieder, außer dem Titel Fight, sind in Luxemburgischer Sprache verfasst.

## Reviews
„Mit Geige, Akkordeon, Gitarren, Bass, Drums und Trompeten verzaubert die luxemburgische Folk-Rock-Band „Schëppe Siwen“ ihr Publikum. Nach mehreren Jahren der Findungsphase hat die Gruppe einen originellen Stil entwickelt, der auf traditioneller Musik, fetzigen Beats, Spaß und originellen luxemburgischen Texten basiert.“

„Schëppe Siwen started us off on the “Pub Stage”, blasting away under the warm, orange light bulbs spanning across the ceiling. Their Luxembourgish lyrics were an interesting addition to the folk-rock performed by the energetic 7-piece group. Organisers led by John Rech asked the group to perform two sets that night, as Baltic Sea Child sadly had to cancel. The pressure was on, and despite it being a little heavier and modern for crowds rather preferring Irish jigs and more laid-back sounds, they succeeded at creating a fun party.“

„Die Band macht sich in ihren Songs die lohnende Mühe, kleine Geschichten zu erzählen. Die Inspirationen für die fröhlichen aber auch düsteren Inhalte («Däwel», «De fräie Fall») holen sich die Musiker aus dem Leben oder aus Geschichten, die sie gehört und die sie überzeugt haben. Abgesehen von einigen – sehr eingängigen Instrumentalsongs («Crossing over to Ireland» und «Soldier's Joy») – verleiht Sänger Jojo den Songs mit seiner dunklen Stimme eine spezielle Note.“

„In der Brasserie Aquarium drängelten sich die Menschen um die besten Plätze. Dort brachte die fünfköpfige Band 'Schëppe Siwen' die Gaststätte zum Beben und sorgte mit luxemburgischen Melodien und keltischem Folkrock für ausgelassene Stimmung. Zudem konnte das Publikum das Tanzbein schwingen.“

## Diskografie
- 2012: Schëppe Siwen (Album)
- 2014: Fight (Single)
- 2015: De verluerene Summer (Single)
- 2016: Sprëtztour (Album)
- 2019: Wat bleift (Album)
- 2021: Live op der Schmelz (Live EP)